# لوئیجی کولومبو (دوچرخه‌سوار)
لوئیجی کولومبو (ایتالیایی: Luigi Colombo؛ زادهٔ) دوچرخه‌سوار اهل ایتالیا است.